# Puerta Antigua de Bisagra
La puerta de Alfonso VI es una puerta en la muralla de la ciudad española de Toledo.

## Descripción

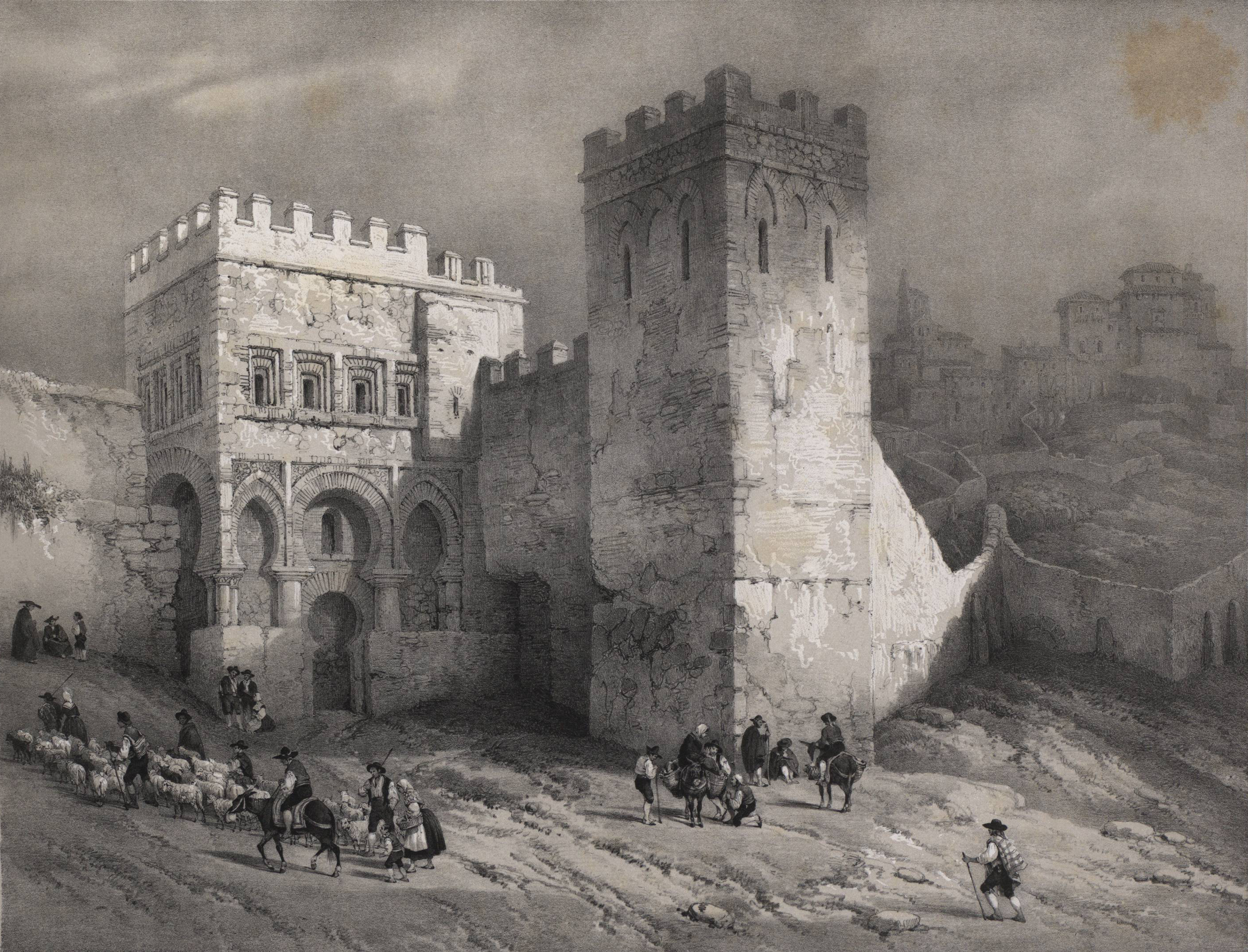
Puerta dibujada por Jenaro Pérez Villaamil a mediados del siglo

La Puerta de Alfonso VI según su denominación oficial, conocida durante siglos como de Bisagra Vieja, o «Puerta Antigua de Bisagra» por haber sido erróneamente identificada en el siglo XVI con la Puerta de Bisagra medieval (que se ha constatado arqueológicamente que en realidad es la parte interior de dicha puerta renacentista), es una puerta situada en Toledo. Da acceso al interior del casco histórico de la ciudad atravesando la muralla que la rodea. Su construcción data del siglo X, aprovechando restos de edificaciones previas, aunque se le hicieron distintas modificaciones de estilo mudéjar no anteriores al siglo XIII.
Habiéndose descartado arqueológicamente que sea la puerta de Bisagra Medieval (ubicada a su izquierda, cuyos restos fueron identificados en 1924) y tampoco el postigo de la Granja (ubicado a su derecha, cuyos restos fueron identificados en 2000), se desconoce su nombre original, aunque es posible que fuese la que algunos documentos bajomedievales llaman Puerta Almaguera o Almaquera, denominación que derivaría de Bab al-Maqbr, "Puerta del Cementerio", o de Bab al-Maqqada, "Puerta de Maqueda".
En la época en la que la ciudad estaba bajo dominio islámico, era una de las entradas a la urbe desde la Vega. Más tarde, tras la reconstrucción de la vecina Puerta de Bisagra, permaneció cerrada abriéndose únicamente para ocasiones señaladas, cayendo así poco a poco en abandono hasta su restauración y reapertura en 1905, siglos más tarde.
En cuanto a su tipología y proporciones, esta puerta es muy parecida a la Puerta del Vado.